# Christian Ziege
Christian Ziege (ur. 1 lutego 1972 w Berlinie Zachodnim) – niemiecki piłkarz, grający na pozycji lewego pomocnika lub obrońcy. Z reprezentacją Niemiec, w której barwach rozegrał 72 mecze, zdobył mistrzostwo Europy w 1996 oraz wicemistrzostwo świata w 2002 roku. Zakończył karierę w 2006 roku z powodu kontuzji.

## Sukcesy piłkarskie
- mistrzostwo Niemiec 1994 i 1997 oraz Puchar UEFA 1996 z Bayernem Monachium
- mistrzostwo Włoch 1999 z AC Milan
- Puchar UEFA 2001, Puchar Anglii 2001 oraz Puchar Ligi Angielskiej 2001 z Liverpoolem
- finał Pucharu Ligi Angielskiej 2002 z Tottenhamem

W reprezentacji Niemiec od 1993 do 2004 roku rozegrał 72 mecze i strzelił 9 goli – mistrzostwo Europy 1996, wicemistrzostwo świata 2002 i starty w Mistrzostwach Świata 1998 (ćwierćfinał), Mistrzostwach Europy 2000 (runda grupowa) i Mistrzostwach Europy 2004 (runda grupowa).